# Міоглобін
Міоглобін (англ. Myoglobin) – білок, який кодується геном MB, розташованим у людей на довгому плечі 22-ї хромосоми. Довжина поліпептидного ланцюга білка становить 154 амінокислот, а молекулярна маса — 17 184.
| 10         |  | 20         |  | 30         |  | 40         |  | 50         |
| ---------- |  | ---------- |  | ---------- |  | ---------- |  | ---------- |
| MGLSDGEWQL |  | VLNVWGKVEA |  | DIPGHGQEVL |  | IRLFKGHPET |  | LEKFDKFKHL |
| KSEDEMKASE |  | DLKHGATVL  |  | TALGILK    |  | GHEAEIKPL  |  | AQSHATKHKI |
| PVKYLEFISE |  | CIQVLQSKH  |  | PGDFGADAQG |  | AMNKALELFR |  | KDMASNYKEL |
| GFQG       |  |            |  |            |  |            |  |            |

Цей білок за функціями належить до м'язових білків, хромопротеїнів. 
Задіяний у таких біологічних процесах, як транспорт, транспорт кисню. 
Білок має сайт для зв'язування з іонами металів, іоном заліза, гемом.